# Kriestjanka (Kraj Ałtajski)
Kriestjanka (ros. Крестьянка) – wieś (sieło) w Rosji, w Kraju Ałtajskim, w rejonie mamontowskim. W 2010 liczyła 1225 mieszkańców.